# گمینا بوزنتن
گمینا بوزنتن (به لهستانی:  Gmina Bodzentyn) یک گمینا در لهستان است که در شهرستان کیلتسه واقع شده‌است. گمینا بوزنتن ۱۶۰٫۳۲ کیلومتر مربع مساحت و ۱۱٬۶۷۷ نفر جمعیت دارد.